# Сплошные проблемы и неприятности
«Сплошные проблемы и неприятности» (англ. Bad Luck and Trouble, другое название — «Джек Ричер, или Сплошные проблемы и неприятности») — роман английского писателя Ли Чайлда, вышедший в 2007 году. Одиннадцатая книга из серии о бывшем военном полицейском Джеке Ричере.

## Сюжет
Кельвина Франца, одного из девяти членов бывшей элитной команды военных следователей, выбрасывают из вертолёта с высоты 3000 футов над пустыней в Калифорнии. Семнадцать дней спустя бывший военный полицейский Джек Ричер обнаруживает анонимный перевод на свой банковский счёт. Сумма странная, похожа на армейский код просьбы о помощи. Ричер встречается с отправителем — его бывшим сержантом Фрэнсис Нигли в Калифорнии. Она полагает, что у Франца были серьёзные проблемы, и Ричер откликнулся первым из тех, с кем Нигли могла связаться.
Визит к вдове Франца не даёт результата, но Ричер и Нигли получают ключи от офиса убитого, где царит беспорядок. Они понимают, что преступники не нашли того, что искали, и обнаруживают зашифрованные данные. В поисках информации Ричер и Нигли отправляются к другому члену их бывшей команды Тони Суону, работающему в компании «Новая эра», но менеджер по персоналу сообщает им, что Суон больше не работает.
В процессе расследования к Ричеру и Нигли присоединяются Дэвид О’Доннелл и Карла Диксон и вчетвером они раскрывают, что «Новая эра» продаёт иностранным террористам баллистические ракеты, и срывают сделку.